# Obama (Fukui)
Obama (japanisch 小浜市, -shi, dt. „kleiner Strand“) ist eine Stadt in der Präfektur Fukui, Japan.

## Geographie
Obama liegt südlich von Fukui und nördlich von Kyōto an der Wakasa-Bucht.

## Geschichte
Obama entwickelte sich in der Edo-Zeit als Fischereihafen und als Residenzstadt, die von folgenden Daimyō regiert wurde:
- 1585–1600, Kinoshita
- 1600–1634, Kyōgoku
- 1634–1868, Sakai mit 103.500 Koku Einkommen.

Produziert wurden Lackwaren (若狭塗, Wakasa nuri) und Achatprodukte.
Obama erhielt am 15. Januar 1955 den Status einer Stadt.

## Politik

### Bürgermeister
Seit August 2008 als 9. Bürgermeister im Amt ist Kōji Matsuzaki (松崎 晃治, Matuzaki Kouji).

### Stadtrat
Der aktuelle Stadtrat ist für den Zeitraum 1. Mai 2015 bis 30. April 2019 gewählt und ihm gehören 17 Mitglieder an.

## Tourismus

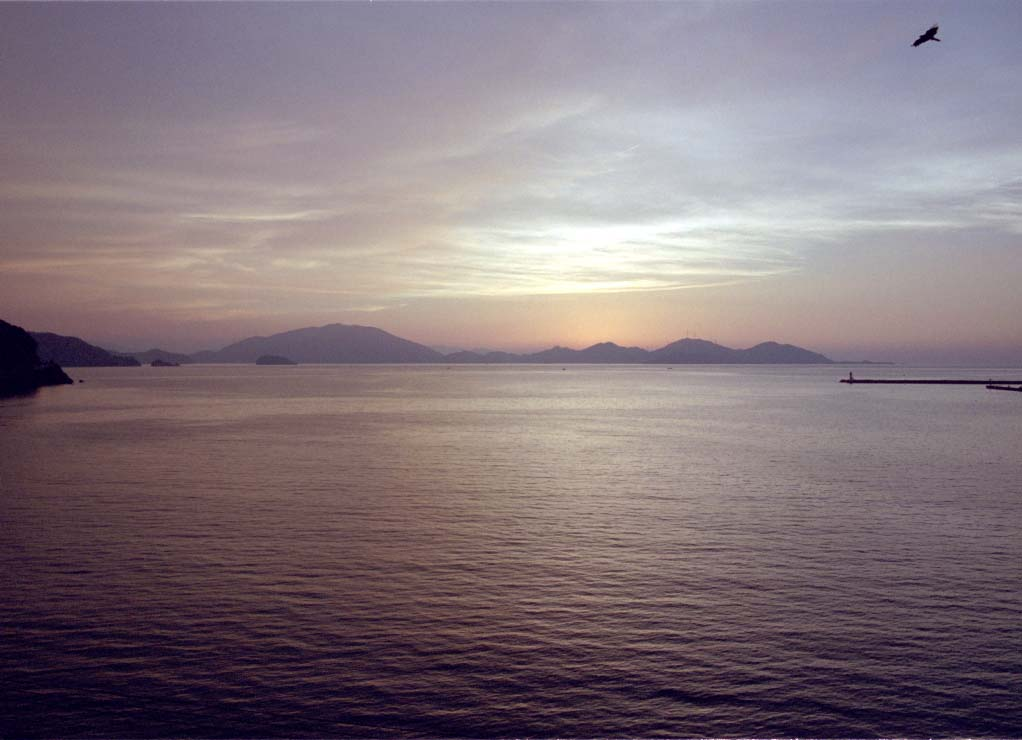
Obama-Bucht

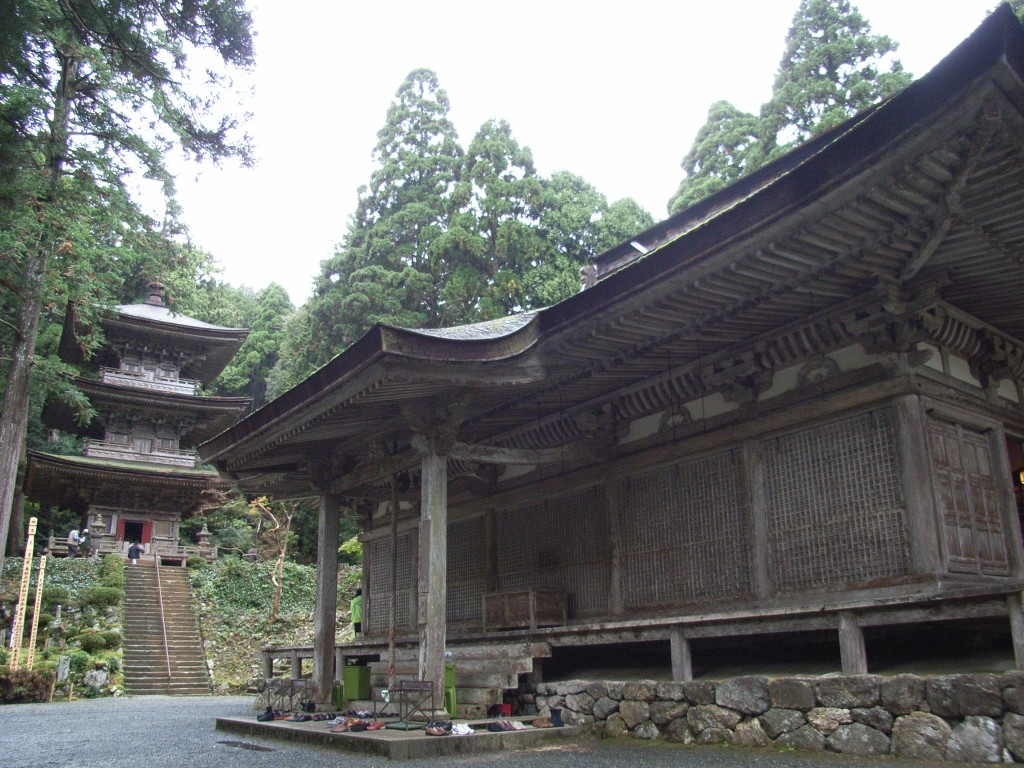
Tempel Myotsu-ji

Die Stadt unterstützte im Jahr 2008 die Kandidatur des amerikanischen Präsidentschaftskandidaten Barack Obama. Sie erhoffte sich hierdurch positive Auswirkungen für das Tourismusgeschäft. Zahlreiche Medien berichteten im Februar 2008 über die Namensverwandtschaft.

### Sehenswürdigkeiten
Reste der ausgedehnten Burganlage von Obama sind erhalten. In Obama befindet sich der Kūin-Tempel (空印寺, Kūin-ji) in dessen Nähe sich eine Höhle befindet, die als Sterbeort der Happyaku Bikuni gilt. – Ein weiterer Tempel ist der in den Bergen gelegene Myōtsū-ji, dessen Haupthalle und dessen Pagode als Nationalschatz registriert sind.

## Verkehr

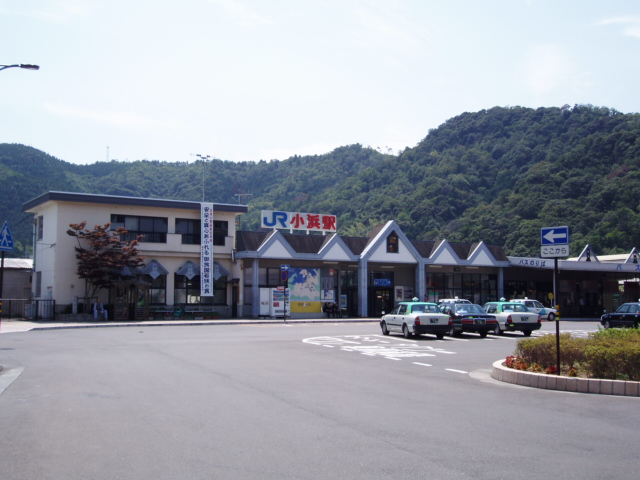
Bahnhof Obama

- Straße:
  - Maizuru-Wakasa-Autobahn
  - Nationalstraße 27, 162
- Zug:
  - JR Obama-Linie, Bahnhof Obama

## Städtepartnerschaften
- Gyeongju seit 1977

## Söhne und Töchter der Stadt
- Tōjō Gimon (1786–1843), Gelehrter der japanischen Sprache
- Hamao Umezawa (1914–1986), Mikrobiologe
- Yamakawa Tomiko (1879–1909), Dichterin

## Angrenzende Städte und Gemeinden

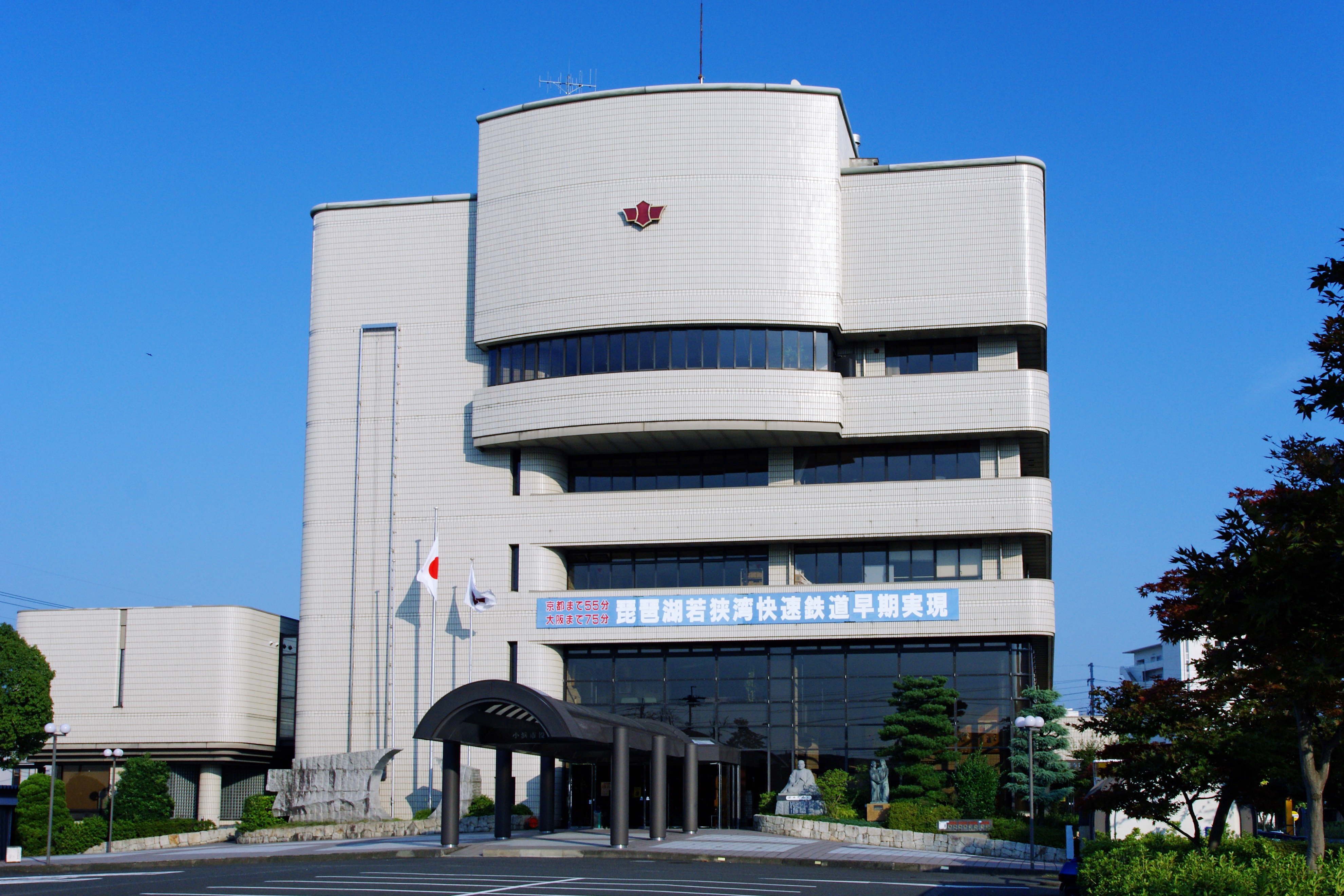
Rathaus

- Präfektur Fukui
  - Wakasa
  - Ōi
- Präfektur Shiga
  - Takashima